# 10e conseil des ministres du Canada

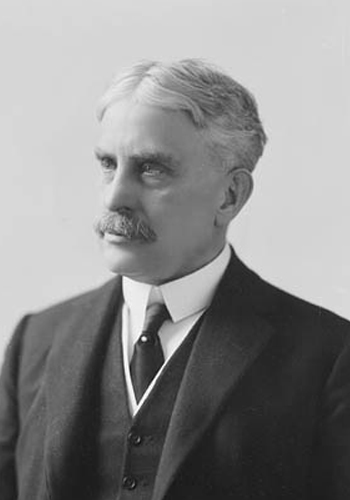
Robert Laird Borden, Premier ministre du Canada durant la période 1917-1920.

Le 10e conseil des ministres du Canada fut formé du cabinet durant le gouvernement de Robert Borden. Ce conseil fut en place du 12 octobre 1917 au 10 juillet 1920, soit durant la majeure partie de la 13e législature. Ce gouvernement fut dirigé par la coalition formée entre l'ancien Parti conservateur du Canada et le Parti libéral du Canada.

## Conseils des ministres et membre du cabinet
- Premier ministre du Canada

1. 1917-1920 Robert Laird Borden

- Surintendant général des Affaires indiennes

1. 1917-1920 Arthur Meighen

- Ministre de l'Agriculture

1. 1917-1919 Thomas Alexander Crerar
2. 1919-1919 Vacant
3. 1919-1919 James Alexander Calder (Intérim)
4. 1919-1920 Simon Fraser Tolmie

- Ministre des Chemins de fer et Canaux

1. 1917-1920 John Dowsley Reid

- Ministre du Commerce

1. 1917-1920 George Eulas Foster

- Président du Conseil privé

1. 1917-1920 Newton Wesley Rowell

- Ministre des Douanes

1. 1917-1920 Arthur Lewis Sifton

- Ministre des Douanes et du Revenu intérieur

1. 1918-1919 Arthur Lewis Sifton
2. 1919-1919 John Dowsley Reid
3. 1919-1920 Martin Burrell
4. 1920-1920 Vacant

- Ministre des Finances et Receveur général

1. 1917-1919 William Thomas White
2. 1919-1920 Henry Lumley Drayton

- Ministre des Forces militaires outre-mer

1. 1917-1920 Albert Edward Kemp

- Ministre de l'Immigration et de la Colonisation

1. 1917-1920 James Alexander Calder

- Ministre de l'Intérieur

1. 1917-1920 Arthur Meighen

- Ministre de la Justice et procureur général du Canada

1. 1917-1920 Charles Joseph Doherty

- Ministre de la Marine et des Pêcheries

1. 1917-1917 Vacant
2. 1917-1920 Charles Colquhoun Ballantyne

- Ministre de la Milice et de la Défense

1. 1917-1920 Sydney Chilton Mewburn
2. 1920-1920 James Alexander Calder
3. 1920-1920 Hugh Guthrie

- Ministre des Mines

1. 1917-1919 Martin Burrell
2. 1919-1920 Arthur Meighen

- Ministre des Postes

1. 1917-1920 Pierre-Édouard Blondin (Sénateur)

- Ministre sans portefeuille

1. 1917-1919 Francis Cochrane
2. 1917-1918 James Alexander Lougheed (Sénateur)
3. 1917-1920 Alexander Kenneth Maclean
4. 1917-1918 Gideon Decker Robertson (Sénateur)

- Ministre du Rétablissement des soldats à la vie civile

1. 1918-1920 James Alexander Lougheed

- Ministre du Revenu intérieur

1. 1917-1918 Albert Sévigny
2. 1918-1918 Vacant
3. 1918-1918 Arthur Lewis Sifton

- Secrétaire d'État du Canada

1. 1917-1919 Martin Burrell
2. 1919-1920 Arthur Lewis Sifton

- Ministre du service de la Marine

1. 1917-1917 Vacant
2. 1917-1920 Charles Colquhoun Ballantyne

- Solliciteur général du Canada

1. 1919-1920 Hugh Guthrie
2. 1920-1920 Hugh Guthrie

- Ministre du Travail

1. 1917-1918 Thomas Wilson Crothers
2. 1918-1918 Vacant
3. 1918-1920 Gideon Decker Robertson (Sénateur)

- Ministre des Travaux publics

1. 1917-1917 Charles Colquhoun Ballantyne
2. 1917-1919 Frank Broadstreet Carvell
3. 1919-1919 Vacant
4. 1919-1919 John Dowsley Reid (Intérim)
5. 1919-1919 Arthur Lewis Sifton
6. 1919-1920 John Dowsley Reid (Intérim)

## Non-membres du Cabinet
- Sous-secrétaire d'État parlementaire pour les Affaires extérieures

1. 1917-1918 Hugh Clark
2. 1918-1920 Francis Henry Keefer

- Secrétaire parlementaire de la Milice et de la Défense

1. 1917-1918 Fleming Blanchard McCurdy
2. 1918-1918 Vacant
3. 1918-1920 Hugh Clark

- Secrétaire parlementaire du Rétablissement des soldats à la vie civile

1. 1918-1918 Vacant
2. 1918-1918 Fleming Blanchard McCurdy
3. 1918-1920 Vacant

- Solliciteur général du Canada

1. 1917-1919 Hugh Guthrie